# 24 Pułk Ułanów (PSZ)
24 Pułk Ułanów (24 puł) – oddział broni pancernej Polskich Sił Zbrojnych.

## Formowanie zmiany organizacyjne i walki

### Francja 1939–1940
24 Pułk Ułanów im. Hetmana Wielkiego Koronnego Stanisława Żółkiewskiego został odtworzony we Francji, a następnie w Wielkiej Brytanii.
W 1943 oddział został przeformowany w pułk pancerny. W listopadzie 1939 roku w miejscowości Teihonet-Paimpont rozpoczęto grupowanie oficerów, podchorążych, podoficerów oraz szeregowych wywodzących się z kawalerii, którzy przedarli się z obozów internowania w Rumunii, na Węgrzech i Litwie. W styczniu i w lutym 1940 roku grupowane kadry przystąpiły do formowania oddziałów kawalerii zmotoryzowanej pod nazwą Zgrupowania Kawalerii Motorowej. Dowódcą zgrupowania został płk dypl. Kazimierz Dworak dowódca 24 pułku ułanów walczącego we wrześniu 1939 roku w składzie 10 BK. W ramach zgrupowania rozpoczęto tworzyć Pułk Kawalerii Zmotoryzowanej, którego jednym z dwóch batalionów był batalion im. 24 Pułku Ułanów zakwaterowany w miejscowości Montdragon. Kadrę batalionu stanowiło 29 oficerów i 216 szeregowych, którzy przedarli się z „wrześniowego 24 pułku” z internowania. Dowódcą batalionu został mjr Jerzy Deskur. W lutym całe zgrupowanie kawalerii zostało przetransportowane do Bollène na południu Francji. W maju 1940 roku usiłowano sformować z całości jednostek pancerno-motorowych Lekką Brygadę Zmechanizowaną, jednak dotychczasowy brak sprzętu i broni uniemożliwiał szkolenie i tworzenie jednostek bojowych. I batalion im. 24 Pułku Ułanów Pułku Kawalerii Zmotoryzowanej liczył jedynie 270 żołnierzy. Z uwagi na nagłą potrzebę wyznaczenia oddziału bojowego tzw. I rzutu 10 BKPanc. Pod koniec maja z I batalionu wydzielono 2 szwadron strzelecki pod dowództwem por. Włodzimierza Niepokończyckiego i pluton motocyklistów ppor. Mariana Jureckiego, liczące ok. 240 żołnierzy i weszły w skład dywizjonu dragonów. Pododdziały te przetransportowano do Arpajon w rejonie Paryża uzbrojono i wyposażono. I rzut brygady, a w tym pododdziały batalionu 24 pułku od 12 czerwca znalazły się w strefie frontowej w składzie francuskiej 4 Armii. W rejonie Orsay pozostała reszta batalionu wraz z II rzutem brygady do którego napływali dalsi ochotnicy z internowania, kraju i poborowi z Francji.  szwadron i motocykliści 24 pułku w ramach dywizjonu dragonów od 13 czerwca prowadzą działania bojowe, w tym opóźniające od linii rzeki Marny. Prowadziły marsz odwrotowy i ubezpieczała jednostki francuskie cofające się ku Sekwanie. Ułani wraz z oddziałami brygady w dniu 16 na 17 czerwca 1940 r. stoczyli bój o przeprawę na Kanale Burgundzkim w miejscowości Montbard. Po walce 10 BKPanc. wraz z ułanami wykonała odwrót do kompleksu leśnego w rejon Moloy i tam ze względu na brak paliwa i amunicji i okrążenie polskich jednostek przez zmotoryzowane i pancerne jednostki niemieckie, zniszczono resztę sprzętu motorowego i ciężką broń. Wieczorem 18 czerwca gen. Stanisław Maczek rozwiązał pododdziały grupy bojowej 10 Brygady Kawalerii Pancernej i nakazała przedzieranie się żołnierzy za Loarę do nieokupowanej części Francji i dalej do Wielkiej Brytanii. II rzut 10 BKPanc. pod dowództwem płk. dypl. Kazimierza Dworaka, a wraz z nim reszta batalionu 24 puł. udał się do portu La Verdon, 22 czerwca załadował się na brytyjski statek „Royal Scotsman” i 25 czerwca przybył do Liverpoolu.

### Wielka Brytania 1940–1947
Na bazie ewakuowanego Zgrupowania płk. dypl. K. Dworaka zorganizowano od 5 lipca 1940 r. 2 Brygadę Strzelców pod dowództwem gen. bryg. Rudolfa Dreszera, jednym z jej batalionów został 5 batalion strzelców, w którym skupiono ewakuowanych i sukcesywnie przybywających dawnych żołnierzy 24 Pułku Ułanów. Dowódcą tego batalionu został ppłk Jerzy Deskur, stan batalionu po jego utworzeniu to 50 oficerów i 668 podoficerów i szeregowych. Nieformalnie używano nazwy 24 Pułk Ułanów. 2 października dowództwo 2 Brygady Strzelców objął gen. Stanisław Maczek, a 25 tego miesiąca powrócono do nazwy 10 BKPanc., tym samym strzelcy z 5 batalionu stali się ułanami 24 pułku. Po 10 października brygada objęła obronę wybrzeża w hrabstwie Angus. W trakcie prowadzonej na odcinku obrony wybrzeża, prowadzono też sukcesywnie szkolenie motorowe na pozyskiwanym sprzęcie w postaci samochodów, motocykli i transporterów opancerzonych. Ze względu na zmniejszenie zagrożenia inwazją na Wielką Brytanię w lipcu 1941 roku pułk wraz z brygadą zakończył dyżur obronny na wybrzeżu, zmienił garnizon przenosząc się do obozu Scone Palace Park w pobliżu Perth. Zrealizował ćwiczenia pułkowe. Zorganizowano nowy 4 szwadron szkolny mający za zadanie prowadzić szkolenie podstawowe z ochotnikami z Ameryki Południowej i Północnej, oraz szkolenie motorowe z pozostałymi żołnierzami pułku. Od 27 września 1941 roku w 4 szwadronie zebrano żołnierzy wytypowanych do szkolenia pancernego i skierowano do 16 Brygady Czołgów na kurs na czołgach Mk I. 11 października 1941 r. 24 pułk otrzymał etat brytyjskiego pułku pancernego, z uwagi na to rozpoczęto dalsze kursy pancerne w szwadronie szkolnym rtm. Jana Zbroskiego na czołgach Mk III Valentine. W lutym 1942 roku pułk dyslokowano do Montrose, a w kwietniu do Galashiels. W kwietniu dowództwo 10 BKPanc. objął płk dypl. K. Dworak, a maju gen. bryg. S. Maczek objął dowództwo 1 Dywizji Pancernej. W święto pułkowe 6 lipca 1942 roku pułk po raz pierwszy defilował na pojazdach samochodowych, transporterach opancerzonych i czołgach. W połowie sierpnia 1942 roku 24 pułk został przeorganizowany na pułk pancerny, w tym czasie otrzymał 31 czołgów Covenanter i czołg Crusader, a następnie komplet 52 Crusaderów. W związku z reorganizacją dywizji w listopadzie 1943 roku, 24 Pułk Ułanów został uzupełniony przez żołnierzy z 14 Pułku Ułanów Jazłowieckich otrzymując 3 plutony czołgistów i 73 żołnierzy innych specjalności. W listopadzie również otrzymał pierwsze czołgi Sherman V, a w styczniu 1944 roku pierwsze czołgi Stuart. W listopadzie 1943 roku zmieniono dyslokację oddziałów pułku na Carolside, Earlston i Lauder. Rozpoczęto przystosowanie pułku do etatu brytyjskiego WE II/401/1 ze zmianą w szwadronie liczebności plutonów czołgów z 5 na 4 (z uwagi na braki szeregowych w 1 D.Panc.). Prowadzono ostatnie przedsięwzięcia szkoleniowe i ćwiczenia. W związku z przygotowaniem pułku do przerzutu na front do Francji w dniu 4 sierpnia 1944 roku dokonano wymiany części wyeksploatowanego sprzętu bojowego w składnicach brytyjskich. Stan pułku w momencie przygotowania do wyjazdu do Francji wynosił 729 żołnierzy.    

#### Działania bojowe pułku 1944–1945
24 pułk ułanów przerzucony został z Wielkiej Brytanii do Francji na przełomie lipca i sierpnia 1944 roku. 4 sierpnia o 15:00 dowódca pułku mjr Jan Kański zameldował dowódcy brygady o osiągnięciu nakazanego rejonu koncentracji. Stan osobowy oddziału na kontynencie wynosił 46 oficerów i 611 żołnierzy.     

##### Bitwa w Normandii
Tuż przed natarciem oddziały tyłowe pułku zostały pomyłkowo zbombardowane przez lotnictwo amerykańskie. 24 Pułk Ułanów prowadził natarcie 8 sierpnia 1944 roku w ramach 10 BKPanc. z rejonu podstawy wyjściowej w Saint-Aignan-de-Cramesnil w kierunku Cauvicourt, tracąc ciężko rannego dowódcę 1 szwadronu, który wkrótce zmarł. Natarcie pułku było okupione dużymi stratami – 5 poległych i 7 rannych, zniszczeniu uległo 6 czołgów. 9 sierpnia ułani pancerni z rejonu wyjściowego w rejonie Cauvicourt nacierali w kierunku wschodniej części miejscowości Bretteville-le-Rabet, wzgórza 108 i lasów na zachód od Renémesnil, docierając w walce do La Croix. Oddział poniósł przy tym straty w wysokości 8 zniszczonych czołgów Sherman. Od 10 sierpnia pułk odszedł na odpoczynek i uzupełnienie. 14 sierpnia ułani zostali podporządkowani 3 Brygadzie Strzelców, 1 szwadron ułanów wspierał pododdziały 8 batalionu strzelców w walce o las Qusenay, 3 szwadron wspierał batalion strzelców podhalańskich w walce o zdobycie o wzgórza 195. W trakcie tych walk ułani zniszczyli 3 czołgi PzKpfw IV. Oba szwadrony poniosły straty – 13 poległych, 8 rannych oraz zniszczonych 6 czołgów Sherman. 15 sierpnia 1 szwadron ułanów współdziałał z 8 bs, w walkach o Aisy i Potigny, a 2 szwadron ułanów pancernych z 9 batalionem strzelców zdobył wzgórze 206, niszcząc przy tym 1 czołg PzKpfw. IV i 2 PzKpfw. V Panther oraz biorąc łącznie 42 jeńców z niemieckich 85 DP i 12 DPanc. Waffen-SS.

##### Bitwa pod Falaise
16 sierpnia po przekroczeniu rzeki Dives z 24 pułku ułanów, 10 pułku dragonów, III dywizjonu z 1 pułku artylerii przeciwpancernej została skomponowana taktyczna grupa bojowa „Kański” pod dowództwem mjr. Kańskiego. Podczas walk ciężko ranny został dowódca pułku, mjr Kański, który zmarł 29 sierpnia. Grupa bojowa wykonała natarcie dochodząc do Morteaux-Coulibœuf i do południa 17 sierpnia przeszła do obrony. W ramach zgrupowania mjr. W. Zgorzelskiego dowódcy 10 Pułku Dragonów w dniu 18 sierpnia brał udział w natarciu w kierunku Chambois napotkawszy silną obronę w rejonie wsi Bourdon, następnie opanowano wzgórze 137. Nazajutrz oddział zajął wzgórze 113 i wspierał ogniem z miejsca natarcie 10 P Drag. na Chambois, nawiązał łączność z nadchodzącymi od południa jednostkami amerykańskiej 90 DP. Od 20 sierpnia ułani walczyli o utrzymanie Chambois, jednocześnie ogniem wspierając obronę zgrupowania 10 psk. 3 szwadron wspierał ogniem obronę amerykańskiego 2 batalionu 359 Pułku Piechoty. 21 sierpnia pułk otrzymał paliwo, żywność i amunicję od jednostek amerykańskiego 359 Pułku Piechoty. W godzinach przedpołudniowych przeszedł w rejon wzgórza 124 wychodząc z podporządkowania taktycznej grupy „Zgorzelski”. W godzinach popołudniowych pułk został przegrupowany na wzgórze 150 w pobliżu szosy 2 km od Chambois przechodząc do obrony okrężnej. Pułk bronił pozycji do 23 sierpnia, następnie wycofał się na wypoczynek i uzupełnienie stanów osobowych oraz sprzętu. Ułani stracili 33 poległych i 49 rannych.

##### Pościg, walki w Belgii

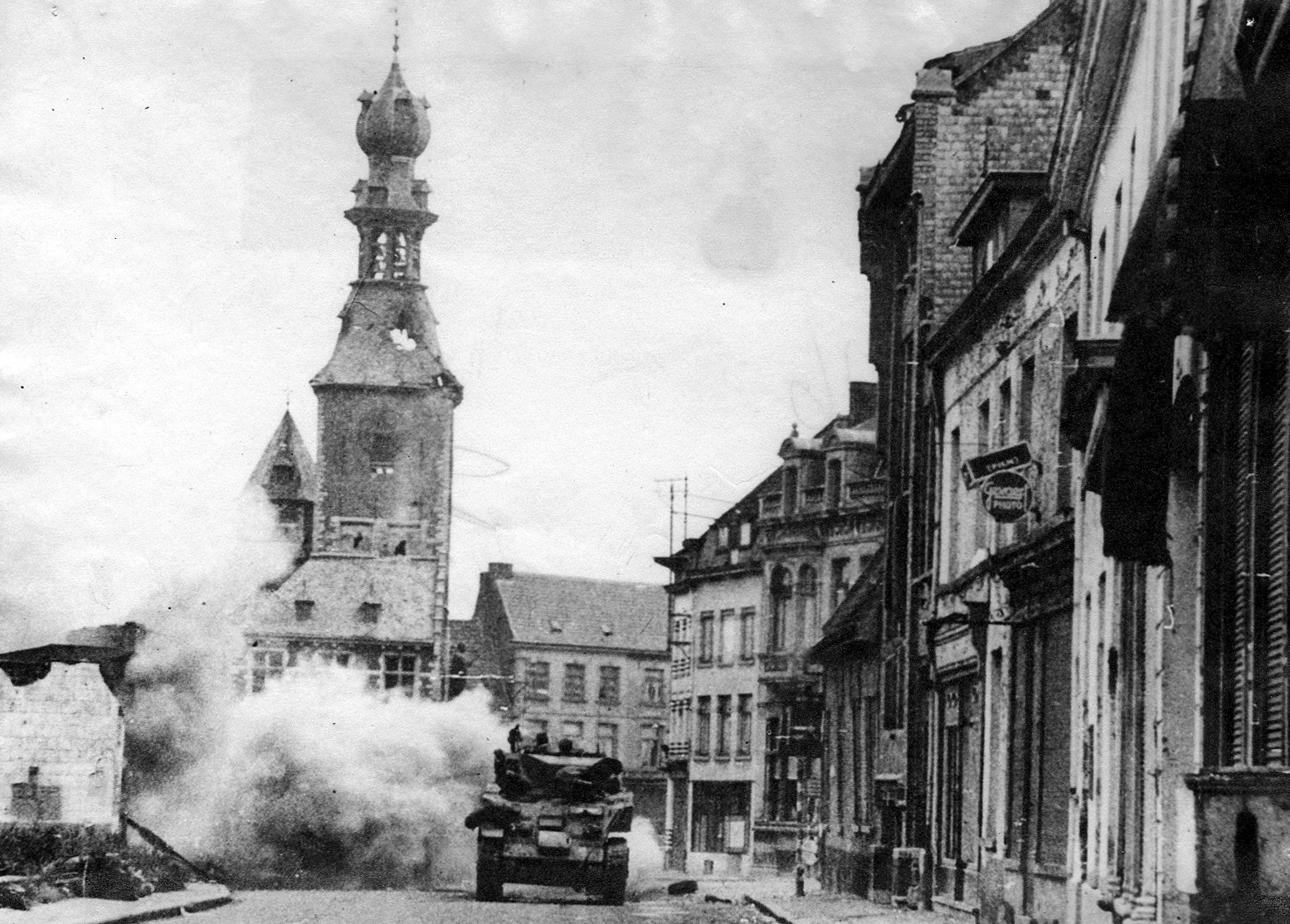
Czołg M3/M5 Stuart 24 Pułku Ułanów podczas walki na ulicy belgijskiego miasta Tielt

W trakcie pościgu za uchodzącym nieprzyjacielem ułani toczyli walki we Francji i Belgii. Prowadząc natarcie zdobyli 4 września Hesdin, dołączając do czołowego 10 psk. Pułk ułanów równolegle ze strzelcami konnymi prowadzili pościg jako oddziały czołowe dywizji opanowując Fruges i dochodząc w rejon Saint Omer. 6 września oddział przekroczył granicę francusko-belgijską. Straty w pościgu wyniosły 6 poległych i 22 rannych. 7 września zgrupowanie mjr. Dowbora w składzie 24 p uł., początkowo kompanii potem całego 8 bs, dywizjonu 1 pappanc i dywizjonu samobieżnego 1 pamot. oraz części szwadronu ckm opanowało Tielt. Dalej w dniach 11-13 września pułk toczył walki w ramach 3 Brygady Strzelców o północną cześć Gandawy, wypierając wroga na zachód od Gandawy w kierunku rzeki Lieve.     

##### Walki na pograniczu Belgii i w Holandii
Od 29 września do 3 października jednostka prowadziła walki w ramach zgrupowania 3 Brygady Strzelców wspierając bspodh. i 9 bs o Merksplas, Zondereigen i Baarle-Nassau. 5 października nacierała wraz z dragonami na Alphen, opanowała też Terover i Houdseind, niszcząc dwa ciężkie działa i przeciwpancerne działo pancerne Jagdpanther. Następnie w szykach 10 BKPanc. pułk prowadził działania zaczepne na kierunku Tilburg i Breda. OW 24 pułku ułanów wzmocniony dragonami zaatakował linię kolejową i stację Breda w dniu 29 października. W następnych dniach poszczególne szwadrony pancerne pułku wspierały strzelców z 3 Brygady w walkach o forsowanie kanału Mark i walk o Moerdijk. Od połowy listopada 1944 roku pułk wypoczywał i rotacyjnie dozorował brzeg Mozy. W okresie tym nastąpiło uzupełnienie stanów osobowych pułku do obowiązujących etatów oraz wymiana czołgów podstawowych na Sherman II A.

##### Walki we wschodniej Holandii i w Niemczech
W wiosennej ofensywie 1945 roku od 14 do 19 kwietnia pułk walczył o sforsowanie Küsten Kanal wspierając 9 batalion strzelców. Dalsze natarcie doprowadziło do przecięcia drogi Aschendorf-Papenburg i okrążenia obsady niemieckiej w Aschendorf. Rozpoznał plutonem rozpoznawczym obronę Papenburga. 25 kwietnia wraz z 10 Pułkiem Dragonów opanował Potshausen i przyczółek na kolejnym kanale. Po czym w następnych dniach na przyczółku wspierał batalion strzelców podhalańskich, który zluzował 10 Pułk Dragonów. 1 i 2 maja pułk szwadronami wspierał 3 Brygadę Strzelców. Od 3 maja 1945 r. pułk ześrodkował się w Hengsdforde na ubezpieczonym postoju. W tej miejscowości zastało 24 Pułk Ułanów zawieszenie broni i kapitulacja Niemiec.

## Ułani pancerni po wojnie
W działaniach bojowych od sierpnia 1944 r. do maja 1945 r. pułk stracił 69 poległych i zmarłych w wyniku ran żołnierzy, 5 na skutek wypadków oraz 147 rannych. Stracono 48 czołgów Sherman i 12 Stuart. Wzięto do niewoli 2500 jeńców. Otrzymano odznaczenia polskie: 24 Krzyży Virtuti Militari Vkl, 204 Krzyży Walecznych, 68 Krzyży Zasługi z Mieczami, zagraniczne: 1 DSO, 2 MC, 1 MM, 4 Croix de Guerre i inne. 5 maja 24 pułk wraz z kompanią z batalionu strzelców podhalańskich zajął jako wojska okupacyjne Zetel i Bockhorn, a jeden szwadron z grupą bojową „Kazimierczak” Etzel i Hohemoor. Zadaniem jego było oczyszczanie terenu z niedobitków, rozbrajanie osób i terenu z broni i amunicji, wyłapywanie przebranych żołnierzy i funkcjonariuszy hitlerowskich, egzekwowanie zarządzeń i warunków kapitulacji w tym ustalonej godziny policyjnej. W tym rejonie pułk pozostał do 20 maja. Następnie po 20 maja pułk zajął miejscowość Holte i okoliczne wioski jako garnizon okupacyjny. Od 13 lipca 1945 r. stacjonował w Essen i Bovern, a w dniach 10-14 grudnia 1946 roku przeniósł się i stacjonował w Münster Lager, pozostawiając w poprzednim miejscu pododdział administracyjny do opieki nad rodzinami wojskowymi i uchodźcami. W pułku rozpoczęła się częściowa demobilizacja. W marcu 1947 roku dyslokowano ułanów do Hanoweru i tam 7 maja odbyła się ostatnia defilada, po czym 17 maja drogą morską przewieziono ułanów do Tilshead w Wielkiej Brytanii. W dniu 24 czerwca pułk został rozwiązany, a pozostali ułani zostali wcieleni do 510 Basic Unit w ramach PKPR.
Wojnę 24 pułk ułanów zakończył 5 maja 1945 na terytorium Niemiec przebywszy całą kampanię w składzie 10 Brygady Kawalerii Pancernej.
Oznakowanie czołgów
W 24 puł 1 DPanc., z lewej i prawej strony wieży, malowano niebieskie figury geometryczne:
- szwadron dowodzenia – romb;
- 1 szwadron – trójkąt;
- 2 szwadron – kwadrat;
- 3 szwadron – koło/okrąg.

## Obsada personalna pułku
Dowódcy pułku

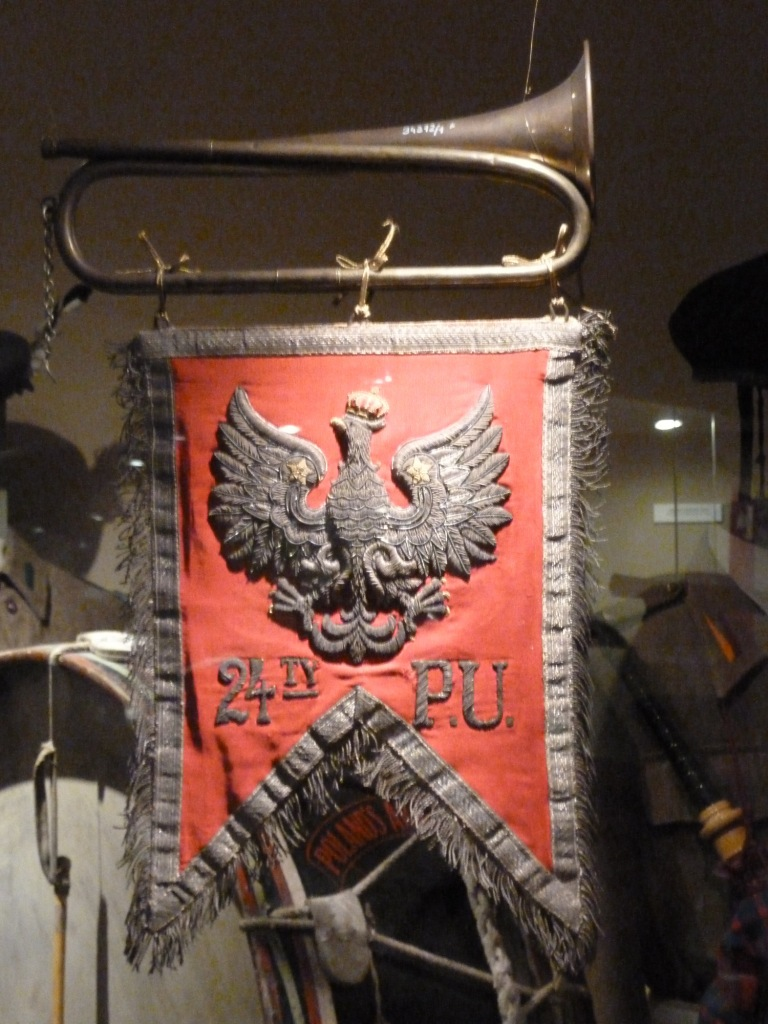
Trąbka 24 pułku ułanów w Polskich Siłach Zbrojnych

- ppłk Jerzy Deskur (7 III 1940 - 31 VII 1942[23])
- mjr/ppłk Bogumił Szumski (1 VIII 1942 - 27 XI 1943[23])
- mjr Jan Witold Kański (28 XI 1943 - +16 VIII 1944[23])
- p.o. rtm. Władysław Rakowski (16 VIII - 25 VIII 1944[24])
- mjr/ppłk Romuald Dowbor (26 VIII 1944 - 5 III 1947[25])
- mjr dypl. Tadeusz Antoni Wysocki (6 III - 24 VI 1947[25])

Zastępcy dowódcy pułku
- mjr Bogumił Szumski (I 1940 - 31 VII 1942[23])
- mjr Jan Witold Kański[26](19 IX 1942 - 27 XI 1943[7])
- rtm./mjr Władysław Rakowski (28 XI 1943 - 1947)
- rtm. Jan Kanty Zborski (p.o. 16 VIII -?[27])

Adiutanci pułku
- rtm. Tadeusz Maleszewski[28](do  VII 1941)
- rtm. Jan Kański
- por. Wacław Gebethner[26]
- ppor./por. Stefan Komornicki

Obsada personalna pododdziałów
szwadron dowodzenia
- rtm. Józef Kwiatkowski[26](do XI 1943)
- rtm. Stanisław Ziółkowski

1 szwadron
- rtm. Władysław Rakowski
- rtm Marian Piwoński (XII 1943 - +8 VIII 1944[29])
- p.o. por. Jerzy Friedrich (8 VIII -?[30])
- rtm. Zygmunt Starzyński

2 szwadron
- por./rtm. Jerzy Nowakowski (do XI 1943)
- rtm. Zbigniew Szumański

3 szwadron
- rtm./mjr Jan Kanty Zbroski (do 21 IX 1944)
- por. Tadeusz Michalski (p.o. 16 VIII -?[27])

4 szwadron(od VII 1941 do VIII 1942)
- rtm Ksawery Wejtko

szwadron ckm (rozwiązany w VIII 1942)
- rtm. Ksawery Wejtko (do 31 VII 1941[31])
- rtm. Tadeusz Maleszewski

Żołnierze:
Ostatnim żyjącym żołnierzem 24 pułku ułanów jest kpt. Jan Brzeski - podczas wojny kierowca czołgu M4 Sherman w 3 szwadronie, obecnie zamieszkały w rodzinnej wsi Rytro.

## Symbole pułkowe
Sztandar

Sztandar 24 Pułku Ułanów został ufundowany przez byłych żołnierzy 214 pułku ułanów Armii Ochotniczej, a wręczony 30 kwietnia 1923 w Warszawie przez marszałka Józefa Piłsudskiego.
Na jednej stronie sztandaru widnieje znak „214 PU A.O.”, napis „Honor i Ojczyzna”, zaś na drugiej numer Pułku – „24” i Orzeł Biały.
Po kampanii 1939 sztandar został przewieziony do Francji; skąd przeszedł z pułkiem do Wielkiej Brytanii i towarzyszył mu w kampanii 1944/1945 roku.
11 listopada 1966 roku w Londynie generał broni Władysław Anders udekorował sztandar pułku Krzyżem Srebrnym Orderu Virtuti Militari nr 1329.
Odznaka pułkowa

14 stycznia 1928 roku Minister Spraw Wojskowych marszałek Polski Józef Piłsudski zatwierdził wzór i regulamin odznaki pułkowej. 
Odznaka o wymiarach 45x45 mm ma kształt zbliżony do Krzyża Walecznych o ramionach emaliowanych w kolorze białym z żółtym paskiem pośrodku. Na środek krzyża nałożony srebrny orzeł wz. 1927, między ramionami promienie słońca. Dwuczęściowa - oficerska, wykonana w srebrze lub w tombaku srebrzonym, łączona trzema nitami, emaliowana, na rewersie odznaki honorowej adnotacja "honoris causa". Wykonawcą odznaki był Wiktor Gontarczyk z Warszawy.